# Decisiones difíciles
Decisiones difíciles (Hard Choices, en el inglés original) es una memoria de la ex Secretaria de Estado de los Estados Unidos Hillary Rodham Clinton, escrita en colaboración con los escritores fantasma Dan Schwerin, Ethan Gelber, y Ted Widmer, y publicada por Simon & Schuster en 2014, dando cuenta de su gestión en ese cargo de 2009 a 2013. También discute algunos aspectos personales de su vida y carrera, incluyendo sus sentimientos hacia el Presidente Barack Obama tras su pérdida ante él en las campañas presidenciales de 2008; es generalmente partidaria de las decisiones hechas por la Administración Obama.
El libro fue promovido en parte por la posibilidad de la apuesta de Clinton para las elecciones presidenciales de 2016, e incluso algunos extractos del libro fueron difundidos antes de la publicación del mismo. Clinton realizó una extensa gira promocional del libro, que tenía aire de campaña política con grupos a su favor y en su contra, los cuales aparecían en los eventos de firma del libro. Decisiones difíciles se volvió número uno en la lista de los más vendidos del New York Times; sin embargo se vendió considerablemente menos que su anterior libro de memorias, Living History, de 2003. La interpretación del significado de las ventas del libro en su posible futuro político se volvió tema de discusión entre los grupos políticos interesados.

## Antecedentes y escrito
El último día de Clinton como Secretaría de Estado fue el 1° de febrero de 2013. Mientras abandonaba su cargo, indicó que estaba insegura de sus planes futuros pero que incluían escribir otra memoria que siguiera a Living History.
El 4 de abril de 2013, Simon & Schuster, su editorial anterior, anunció que Clinton había firmado con ellos para este nuevo trabajo, con fecha de publicación objetivo de junio de 2014. El abogado Robert Barnett manejó las negociaciones por el lado de Clinton; los términos financieros de cualquier avance o regalías no fueron difundidos públicamente. El New York Post reportó "especulación de la industria" al decir que su avance podría ser tanto como $14 millones. A pesar de no estar confirmado, esa cifra fue repetida por otras fuentes de noticias. Desde el inicio, el libro en parte visto como luz de una posible contienda de Clinton en las Elecciones presidenciales de Estados Unidos de 2016.
Clinton fue ayudada en la escritura del libro por dos ex-asistentes del Departamento de Estado, el escritor de discursos Dan Schwerin y el investigador Ethan Gelber, y por Edward L. "Ted" Widmer, un escritor de discursos de la administración de Bill Clinton.  (Cuando el libro salió, los tres fueron acreditados en los agradecimientos en el reverso como miembros del equipo del libro de Clinton). El primer borrador del manuscrito fue tres veces más grande que su edición final.  Clinton dijo después que el proceso de escritura había sido totalmente estupendo, pero que "algunos días estaban fuera de cuadros maravillosos y otros días ni siquiera estaban en las tablas de terrible."
Durante abril de 2014, la fecha oficial de la publicación del libro fue anunciada como el 10 de junio de 2014, y el título del libro fue revelado como Decisiones Difíciles (Hard Choices) alrededor de una semana después.

## Temas del libro
El libro contenía 635 páginas de texto numerado, acompañado por tres secciones de láminas conteniendo un total de 100 fotografías a color.
En el libro, Clinton expresa las situaciones de política externa enfrentadas durante su mandato como una serie de decisiones difíciles, especialmente aquellas que involucraban al Medio Oriente, la Primavera Árabe, Afganistán y Pakistán, y Rusia.  Este libro provocó una atención especial a la Revolución egipcia de 2011, y la relación de Hilary Clinton con el presidente egipcio, y viejo amigo personal, Hosni Mubarak.
Clinton a veces ahonda en los desacuerdos dentro de la Administración de Obama en los que estuvo involucrada, como su argumento de armar elementos moderados a la oposición de Siria fue rechazado. En muchos otros casos mencionando que dichas discusiones "se mantendrán en privado para honorar el código de confidencialidad que debe existir entre un presidente y su Secretaria de Estado, especialmente mientras él siga en su cargo."
Otro capítulo del libro habla sobre el ataque Benghazi en 2012 - donde la misión diplomática de EUA en Bengasi, Libia, fue atacada, provocando la muerte del embajador de Estados Unidos de dicho país, Christopher Stevens, y de otros tres ciudadanos americanos - la cual fue filtrada a la revista digital titulada Político, este capítulo reitera las explicaciones de Clinton y sus partidarios sobre lo sucedido.
Clinton también profundiza en algunos aspectos personales de su vida y carrera, incluyendo el transponer cualquier sentimiento "difícil" hacia Obama en su campaña presidencial de 2008, algunos sucesos familiares, incluyendo la boda de su hija Chelsea Victoria Clinton, y vislumbra interacciones personales con ciudadanos de otros países durante sus viajes como Secretaria. El libro también menciona la decepción de su pérdida en las elecciones presidenciales de 2008, y por primera vez se retracta completamente de su voto de 2002 en la Resolución de la Guerra de Irak que le costó en esa campaña, escribiendo "Yo pensé que había actuado en buena fe y tomado la mejor decisión que pude con la información que tenía. Y no fui la única en elegir mal. Pero aun así fue incorrecta. Así de simple."
El libro concluye con unos pensamientos generales sobre sus visiones de América yendo hacia adelante,  pero no elimina la posibilidad sobre si participará para la presidencia en 2016, ya que solo menciona que "el tiempo para otra decisión difícil vendrá pronto."

## Esfuerzos de promoción
Algunos extractos del libro salieron antes. Por ejemplo, el primero fue a inicios de mayo de 2014, cuando Vogue lo publicó como celebración del Día de la Madre  y dedicado a la madre de Clinton, Dorothy Rodham, quien murió durante el periodo de Clinton como Secretaria.  Además Simon & Schuster lanzó una nota de autor explicando algunas perspectivas de Clinton en el libro. También en la página de Oficial de Facebook del libro fue publicado un video promocional, y una aparición en la portada de la revista People también fue hecha para promover el libro.
Después, cuando el capítulo del libro que trataba el ataque de Benghazi fuese filtrado en la revista Político,  los observadores sospecharon que esto fue hecho para tener noticias de forma temprana y evitar que dominara una posterior cobertura del libro en su totalidad. Poco después de la publicación del libro, un pasaje que trataba, sobre el ahora soldado repatriado, Bowe Bergdahl también fue hecho público. La promoción del libro fue desarrollada por esfuerzos de veteranos en campañas políticas y comunicaciones políticas, más que por los publicistas que usualmente conducen dichos esfuerzos.
Por otro lado, hubo una competencia entre los principales noticieros y entrevistadores para tener las primeras entrevistas con Clinton sobre el libro. Al final, Clinton se entrevistó con varios de ellos; donde las primeras entrevistas fueron a Diane Sawyer de ABC News' y salió al aire en junio 9. Las entrevistas por sí solas hacían noticia de temas sin relación a aquellos cubiertos por el libro, tal como la descripción de Clinton a Sawyer de los estados financieros de Bill y ella mientras abandonaban la Casa Blanca ("en quiebra"); y un intercambio con Terry Gross de NPR de las perspectivas evolucionadas de Clinton sobre el matrimonio entre personas del mismo sexo. Además una posterior y no anunciada aparición en el The Colbert Report le valió algunos comentarios positivos por tener intercambios de burlas con su anfitrión Stephen Colbert.
El tour promocional del libro en Estados Unidos y Canadá inició el 10 de junio, con una firma de libros en la tienda de Barnes & Noble en Nueva York que atrajo alrededor de mil personas; otros eventos, a veces varios por día, incluyeron en un foro de discusión pública en Chicago con el alcalde Rahm Emanuel, quien fue un antiguo auxiliar de la administración de Clinton. Durante las firmas del libro, ella solo escribía "Hillary" puesto que la firma de otros objetos personales o mensajes extras no estaba permitido. Huma Abedin fue la asistente que estaba a cargo del manejo de cada evento de Hillary.
Los eventos del tour tenían aire electoral, y cada uno atrajo la atención considerable de medios locales.  Por ejemplo, el SuperPAC (Comité de Acción Política Independiente), conocido como Ready for Hillary, solía estacionar un autobús cerca de los eventos y regalaba estampas y pósteres, además reclutar voluntarios. Aunque Hillary nunca estuvo en dicho autobús, el Washington Post lo describió como "un autobús de campaña antes de que siquiera hubiera una campaña".
Mientras tanto, el Comité Nacional Republicano tenía a un interno que saludaba a los asistentes en un traje naranja de ardilla.  Vestía una playera con el mensaje "Otro Clinton en la Casa Blanca es demente" (Mensaje original: "Another Clinton in the White House is Nuts") y estaba acompañado por otros empleados que repartían hojas con puntos que hablaban en contra de Clinton. Durante una aparición promocional en Washington D. C., Clinton se acercó a la figura naranja y dijo, "Hola, Sr. Ardilla, ¿cómo está? Yo quiero conseguirte una copia de mi libro," agregando, "tú brindas una sonrisa a la cara de muchas personas." La copia que le dio a la ardilla decía, "Ardilla – Por favor haz una decisión difícil y lee mi libro! Hillary".
A inicios de julio, Clinton fue a Europa a hacer apariciones promocionales para el libro, visitando Inglaterra, Alemania y Francia, y las firmas del libro de regreso en Estados Unidos continuaron por el resto de ese mes. La duración del tour promocional le recordó su pesado horario de viajes como Secretaria de Estado a Hillary, y terminaron con las dudas de salud que circularon desde su tratamiento de coágulos sanguíneos y conmoción cerebral a finales de 2012.  Mientras que las apariciones y coberturas de noticia de algunas de sus declaraciones durante el tour exponían algunas fortalezas y debilidades de Clinton como figura pública, no cambiaron la cifras de las encuestas a favor de Clinton.

## Recepción crítica y comercial
Las reseñas iniciales de Decisiones Difíciles fueron generalmente favorables.
Una crítica para el New York Times, el crítico reconocido, Michiko Kakutani dijo que éste volumen era mejor que la memoria previa de Clinton y que Decisiones Difíciles " resultaba ser un sutil, pero finamente calibrado trabajo que provee un retrato de la ex Secretaria de Estado y ex Primera dama como analista política del trabajo duro". David Ignatius, en el Washington Post, dijo que la memoria "comienza y termina en la voz vacía de un discurso de campaña. Pero en medio, contiene un claro y a veces fascinante informe de los cuatro años de Secretaria de Estado de Hillary Rodham Clinton."  Robin Abcarian de Los Angeles Times lo valoró como una "crónica ricamente detallada y cautivadora del rol de Clinton en las iniciativas y crisis extranjeras que definieron el primer término de la administración Obama [...] dado desde el punto de vista de un analista político."
John Dickerson de la revista Slate lo caracterizó como una "narración libre de riesgos de los viajes de Clinton por el mundo" y lo comparó desfavorablemente con Duty: Memoirs of a Secretary at War (Deber: Memorias de un Secretario en Guerra), el reciente reporte de Robert Gates, el Secretario de la Defensa del Gabinete de Clinton.  Dickerson añadió, "La cuenta de Clinton es la oferta baja en sal, baja en grasa, baja en calorías con pudín de vainilla como postre. Ella abarca una gran longitud, pero no en una gran profundidad."  Michael Scherer de la revista Time declaró, "Éste es un libro de campaña, escrito por un candidato (a través de sus escritores de discursos), procesado a través de una máquina política y entregado al público con las metas contradictorias de describir a la autora como una líder decisiva y sin traicionar ninguna evidencia de liderazgo que pudiera hacer desistir a un votante."  Ed Pilkington del The Guardian escribió que era un manifiesto de campaña menos evidente que lo que había sido The Audacity of Hope de Barack Obama en 2006, pero "se las arregla para colocar hábilmente a Clinton para una contienda presidencia en 2016."  Peter Baker del New York Times Book Review lo comparó algo desfavorablemente con la memoria del ex secretario de Estado de 1969 Dean Acheson, Present at the Creation: My Years in the State Department (Presente en la Creación: Mis años en el Departamento de Estado), concluyendo su crítica aludiendo a la posibles aspiraciones presidenciales de Clinton diciendo que "Acheson ganó un Pulitzer por su memoria. Clinton parece que tiene un premio más grande en mente."
Para el tiempo de la publicación del libro, se dijo que ya había recibido un millón de pedidos.  En la actualidad, Simon & Schuster dijo que durante su primera semana en venta, vendió alrededor de 100,000 copias, una cifra apoyada por la extrapolación de la información del Nielsen BookScan.  Debutó inicialmente en el New York Times Best Seller list for hardcover nonfiction.  Durante su segunda y tercera semana de disponibilidad, las ventas de Decisiones Difíciles cayeron notablemente, pero eran aun suficientes para mantenerlo encima de la lista de Times Best Sellers. En la cuarta semana, las ventas bajaran otra vez y el libro se entregó el primer puesto de la lista de Times Best Sellers a Blood Feud: The Clintons vs. the Obamas de Edward Klein, un relato misterioso y ligeramente provisto de fuentes de presuntas rivalidades entre las dos parejas y dentro de cada matrimonio.  Hasta este punto, Decisiones Difíciles ha vendido 177,000 copias físicas.  Para el final de julio, el libro había vendido alrededor de 250,000 copias en general, incluyendo un estimado de las ventas de libros virtuales. En total, pasó doce semanas en la lista de Times Best Seller, nueve de ellas dentro de los primeros cinco.
Ya sea que las ventas para el libro vivían de las expectativas, o indicaran la falta de interés de escuchar sobre Clinton, se volvieron un tema inmediato de relaciones públicas y spins políticos de grupos interesados.  Sus ventas fueron mejores que aquellas de las memorias de otros antiguos miembros de la administración Obama, pero fueron considerablemente menores como las que habían sido en el periodo de la primera memoria de Clinton Living History.  La editorial explicó esto como una respuesta a los contenidos que diferían en las dos memorias, y en parte al declive de la demanda de libros físicos no ficticios a través de la década entre ambos.  En cualquier caso, Simon & Schuster no fue capaz de hacer nuevamente el avance de Clinton o de vender todas las copias que había mandado. Político denominó a las ventas del libro como "una cifra sólida en una industria editorial empobrecida pero lejos del gigante que sus partidarios esperaban."

## Ediciones extranjeras y traducciones

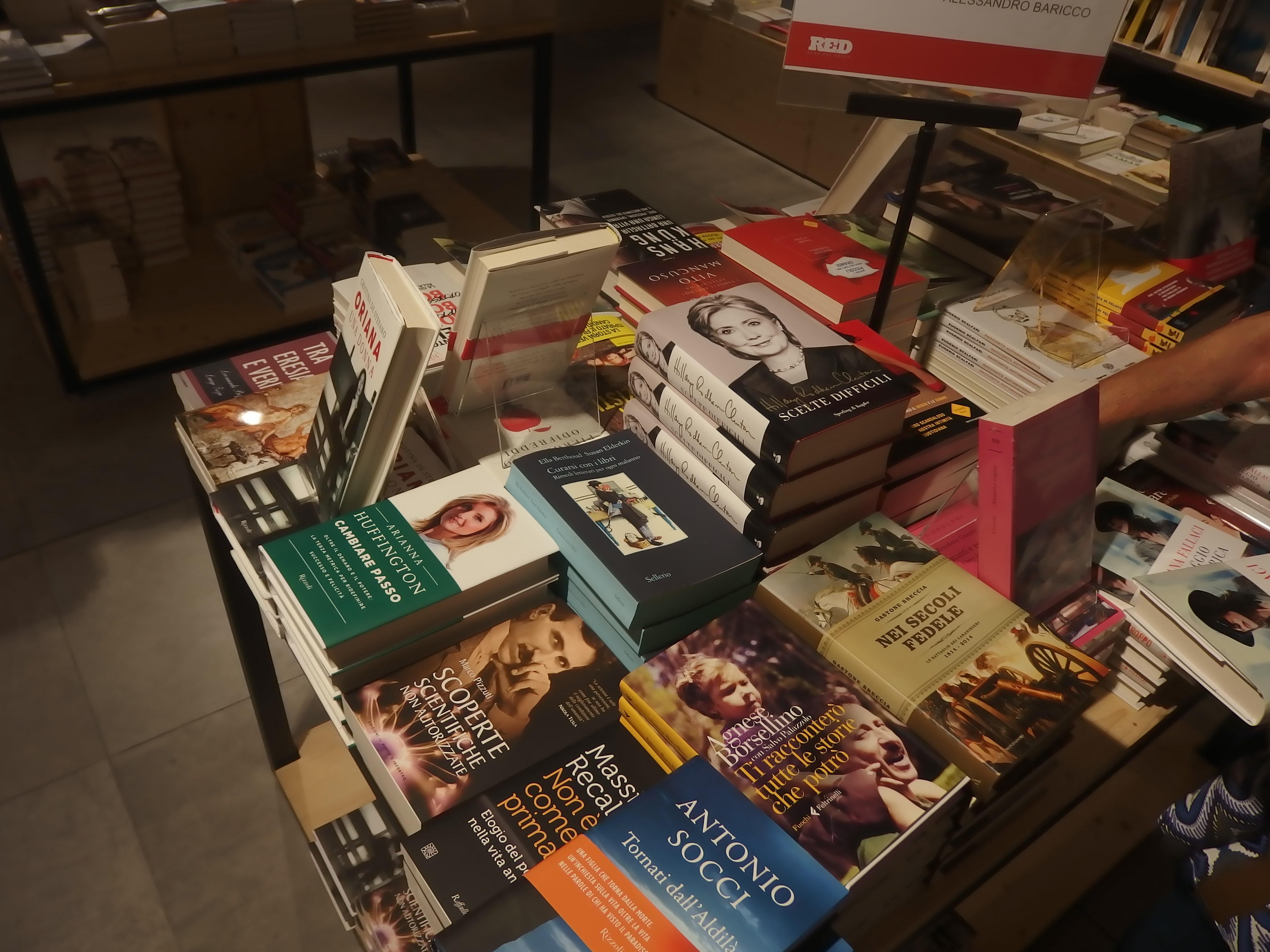
La edición italiana, Scelte difficili, de venta en una librería en Florencia

Simon and Schuster visualizó a las ventas internacionales e idiomas extranjeros como llave del éxito potencial del libro.  En su lanzamiento inicial de junio 10, fue publicado en Canadá, Gran Bretaña, Australia, India, Alemania, Países Bajos y Francia. La traducción al español, Decisiones difíciles, fue lanzada el 24 de junio en los Estados Unidos.. En total, los derechos extranjeros del libro fueron vendidos en 16 países distintos.
A pesar de estar también disponible en Hong Kong y Taiwán, Decisiones Difíciles está efectivamente prohibido en China Continental debido a que las editoriales de ahí declinaron en comprar los derechos de distribución, tanto de la traducción como del original del libro. A pesar de que las editoriales chinas no ofrecieron una razón específica por no comprar el libro, Simon and Schuster acertó que la prohibición fue políticamente motivada debido a que agencias de importación y editoriales estaban temerosas de la represalia del gobierno chino por imprimir material que era tan sensiblemente político, como la cobertura de longitud de capítulo del disidente chino Chen Guangcheng y los comentarios generales de crítica de Clinton sobre el gobierno chino.

## Versión de bolsillo
La versión de bolsillo de Decisiones Difíciles siguió a la de cubierta dura, programada para salir el 28 de abril de 2015. El nuevo epílogo de la edición de bolsillo, titulado "Un capítulo nuevo", fue inicialmente publicado en el Huffington Post por Clinton el 10 de abril. La edición de bolsillo también tiene una nueva portada, a color, en donde Clinton tomada en ángulo a distancia de la cámara, volteando su cabeza y sonriendo ligeramente, mientras está vestida con una blusa azul y con unos aretes plateados acentuados.